# رویه کونز
در ریاضیات رویه کونز یا وصله کونز، رویه‌ای برای اتصال صاف رویه‌های دیگر به هم است. این رویه به نام استیون آنسون کونز نامگذاری شده‌است.
این رویه در گرافیک کامپیوتری استفاده می‌شود و برای طراحی ظاهر ماشین بکار می‌رود.
با چهار منحنی فضایی c۰(s)، c۱(s)، d۰(t)، d۱(t)
که در چهار گوشه c۰(0) = d۰(0)، c۰(1) = d۱(۰)
, c۱(0) = d۰(1)، c۱(1) = d۱(۱) هستند;
می‌توان با استفاده از درونیابی خطی بین c۰ و c۱
{\displaystyle L_{c}(s,t)=(1-t)c_{0}(s)+tc_{1}(s)}
و بین d۰، d۱
{\displaystyle L_{d}(s,t)=(1-s)d_{0}(t)+sd_{1}(t)}
دو رویه قانونمند بر روی مربع واحد ایجاد کرد.
درونیابی دوخطی در نقاط چهار گوشه رویه دیگر
{\displaystyle B(s,t)=c_{0}(0)(1-s)(1-t)+c_{0}(1)s(1-t)+c_{1}(0)(1-s)t+c_{1}(1)st}.
وصله ترکیبی دوخطی کونز را ایجاد می‌کند.
{\displaystyle L_{c}(s,t)+L_{d}(s,t)-B(s,t)}.
درونیابی خطی با اسپلاین مکعبی هرمیت و وزن‌های انتخابی برای تطبیق مشتق جزئی گوشه‌ها جایگزین شد. این کار وصله ترکیبی دومکعبی کونز خواهد ساخت.